# Giovanni Melodia
Giovanni Melodia (Messina, 8 gennaio 1915 – Roma, 2003) è stato uno stenografo giornalista italiano, deportato nel campo di concentramento di Dachau. Ha dedicato parte della sua vita al racconto delle vite dei deportati e dei superstiti dei campi nazisti in una ricca produzione bibliografica.

## Biografia
Figlio di Vicenzo, pastore evangelico battista e candidato socialista nelle liste delle elezioni politiche del 1919, esponendosi in diverse occasioni al regime fascista come pacifista.
Dopo aver frequentato l'Istituto Industriale di Livorno, Giovanni si diplomò stenografo giornalista. Lavorò dapprima presso la Piaggio di Pontedera, poi alle Officine Meccaniche Reggiane di Reggio Emilia.
Nel 1937 aderì a un'organizzazione antifascista di orientamento comunista per il sostegno dei combattenti rivoluzionari in Spagna.

### La reclusione in Italia
Il 18 maggio 1939, mentre era militare a Roma, fu arrestato dall'OVRA con l'accusa di aver svolto attività cospirativa in favore dei combattenti repubblicani in Spagna. Il 2 marzo 1940 fu deferito dal Tribunale speciale per la difesa dello Stato e condannato a trent'anni di detenzione, poi ridotti a ventotto per una sopraggiunta amnistia. Nel 1964 la Corte suprema di cassazione cancellerà questa sentenza perché "giuridicamente inesistente".
Dopo i bombardamenti di Roma del 14 maggio 1943, in seguito ai danni subiti dal carcere di Regina Coeli, Giovanni Melodia fu trasferito insieme ad altri detenuti politici in detenzione presso l'abbazia di Sulmona. Dopo la caduta del fascismo il 25 luglio e l'avvento di Pietro Badoglio, il direttore reclusiorio dell'abbazia, rifiutò a Melodia e altri detenunti politici la scarcerazione.
Nel settembre 1943 venne organizzato un piano di fuga, che si concluse senza successo. un nuovo tentativo di evasione si ebbe pochi giorni dopo, ma ancora una volta non portò al risultato sperato. Nonostante questi insuccessi, i detenuti politici costituirono un comitato internazionale, presieduto da Ante Cinotti, il cui consiglio militare, con Melodia a capo del gruppo italiano, si riunì tra il 7 e l'8 ottobre 1943. Durante questa riunione si decise di avviare una preparazione militare, che rimase però irrealizzata. Infatti, la mattina dell'8 ottobre i soldati della Wehrmacht caricarono tutti i detenuti su carri merci e fatti partire per la Germania, con destinazione il campo di concentramento di Dachau. Il viaggio durò sei giorni e cinque notti, concludendosi il 13 ottobre 1943.

### La detenzione a Dachau
Giunto nel lager di Dachau, a Melodia fu assegnato il numero di matricola 56675. Pochi giorni dopo il suo arrivo, fu messo al corrente dell'esistenza nel lager di una organizzazione clandestina della quale iniziò a fare parte come rappresentante degli italiani, facendosi accettare dai prigionieri delle altre nazionalità - che nutrivano forti perplessità verso gli italiani visti come nemici, occupanti e aggressori - che riconoscevano in lui un "politico puro e un intransigente antifascista".
L'organizzazione si componeva di un livello di carattere militare e di sabotaggio e di un coordinamento politico. Melodia farà parte di quest'ultimo insieme all'ex ministro albanese Ali Kuçi, il deputato belga Arthur Haulot, il maggiore canadese O'Leary e pochi altri.. Nel dicembre 1944 le due componenti si fonderanno dando vita all'International Prisoner Committee, cui gli Alleati attribuiranno il comando legale del campo dopo la Liberazione.
Il 28 aprile 1945, Melodia compone il Comitato italiano in Dachau, presiedendolo. A partire dal giorno successivo (29 aprile 1945, data della liberazione di Dachau) il Comitato si farà carico di diversi compiti, tra cui la creazione dell'ospedale italiano, la redazione dell'elenco ufficiale dei morti e dei sopravvissuti italiani e l'organizzazione dei rimpatri. Melodia, insieme ad altri compagni come Mario Sbardella , lavorerà anche alla redazione del bollettino Gli italiani in Dachau di cui saranno prodotti 37 numeri.
Insieme a don Carlo Manziana, Melodia sarà tra gli ultimi italiani a lasciare Dachau, il 13 luglio 1945 dopo aver trascorso 21 mesi nel lager nazista.

### L'impegno nella memoria
Dal 1º agosto 1945 Melodia ricopre il ruolo di Ispettore reduci Alta Italia nel ministero per l'Assistenza post bellica; rassegnerà le dimissioni da questo incarico il 31 dicembre 1947.
In seguito, sarà a lungo Segretario Nazionale dell'Associazione nazionale ex deportati nei campi nazisti e successivamente presidente della Sezione romana della stessa. Ha inoltre pubblicato diversi libri e articoli sul tema della deportazione.

## Opere
- Giovanni Melodia, Giorgina Bellak (a cura di), Donne e bambini nei Lager nazisti. Testimonianze dirette raccolte a cura di Giorgina Bellak e Giovanni Melodia, Milano, Associazione nazionale ex deportati politici nei campi nazisti, 1960, SBN MOD0284180.
- Giovanni Melodia, La quarantena. Gli italiani nel Lager di Dachau, Milano, Mursia, 1971, SBN RAV0088401.
- Giovanni Melodia, Sotto il segno della svastica. Gli italiani nel Lager di Dachau, Milano, Mursia, 1979, SBN SBL0319658.
- Giovanni Melodia, Di là da quel cancello. I vivi e i morti nel lager di Dachau, Milano, Mursia, 1988, SBN CFI0141655.
- Giovanni Melodia, Non dimenticare Dachau. I giorni del massacro e della speranza in un Lager nazista, Milano, Mursia, 1993, SBN CFI0226691.